# Grandview, Iowa
Grandview är en ort i Louisa County i delstaten Iowa, USA.